# حبش (ملحان)

تعديل مصدري - تعديل

حبش هي إحدى قرى عزلة القبلة بمديرية ملحان التابعة لمحافظة المحويت، بلغ تعداد سكانها 721 نسمة حسب تعداد اليمن لعام 2004.